# Eva Masías
Eva María Masías Avis (Fuente el Fresno, 1973) es una política española del partido Ciudadanos. Fue Alcaldesa de Ciudad Real (2021-2023).

## Biografía

### Antes de la vida política
Nacida en el municipio de Fuente el Fresno en 1973, aunque se crio en Ciudad Real. Tiene estudios en Farmacia y ha trabajado en el Colegio de Farmacéuticos de Jaén y como técnico de elaboración en Industria Masavis. En 2014 comenzó un negocio de productos gastronómicos en Ciudad Real.
Se destaca su participación activa en actividades sociales y populares de Ciudad Real, siendo elegida "Dulcinea de Ciudad Real" en 2016.

### Alcaldesa de Ciudad Real
Eva María Masías se presentó a las  elecciones municipales del Ayuntamiento de Ciudad Real de 2019 por el partido Ciudadanos, obteniendo la lista naranja tres concejales de veinticinco.
Ciudadanos llegó a un acuerdo con el PSOE, que había ganado las elecciones, para formar gobierno y turnarse en la alcaldía, de manera que la candidata socialista y Alcaldesa en ese momento, Pilar Zamora, seguiría en el cargo hasta la mitad de la legislatura para que después Eva Masías ocupase dicho cargo.
El 18 de junio de 2021, Eva María Masías tomó posesión como Alcaldesa de Ciudad Real.